# Rapidum
Rapidum était une colonie et un fort romain situé en Maurétanie césarienne, à près de 100 km au sud d'Icosium (Alger).

## Histoire
Les Romains ont construit un fort dans l'actuel Sour Djouab (au sud de l'actuelle Alger) au cours du premier siècle de leur domination en Maurétanie entre Castellum Tingitanum (El Asnam) et Auzia (Sour el Ghozlane), afin d'agrandir leur contrôle de l'intérieur de la région. Bientôt, sous Hadrien, près du fort, se développa une colonie civile appelée Rapidum, sur la voie romaine appelée Nova Praetentura, qui reliait la Numidie à la Maurétanie tingitane et passait par Rapidum.
Le castrum original de Rapidum est resté jusqu'en 201 ap. J.-C., tandis que la ville a subsisté jusqu'à l'empereur Aurélien lorsqu'elle a été détruite par les nomades berbères. Le dernier empereur Dioclétien l'a reconstruit à la fin du IIIe siècle avec d'immenses bâtiments qui ont duré jusqu'aux invasions arabes.

« Il y a deux parties distinctes à Rapidum : le camp et la ville. Le camp est rectangulaire avec des coins arrondis. Il date de 122 ap. J.-C. (CIL VIII, 20833). L'enceinte est constituée de deux murs en pierre de taille renfermant un remblai intérieur en moellons. Il est renforcé par des tours dressées de part et d'autre des quatre portes, une de chaque côté du camp. Le prétoire est situé à l'intersection du decumanus et du cardo. Elle mesure 28 x 24,5 m et, conformément au plan classique, comporte trois parties... Cinq salles s'ouvrent sur cette salle, toutes scholae, sauf celle du milieu, qui se terminait par une abside et devait être une chapelle pour les enseignes. À quelques mètres au sud du prétoire, un immense bâtiment servait peut-être d'écurie. A proximité et au sud se trouve un autre grand bâtiment, vraisemblablement la résidence du commandant (27 x 19,5 m) ; de petits bains privés et sept chambres sont disposés autour d'une cour. Le reste du camp était occupé par des casernes et des bains standards. A noter un curieux relief représentant la salutatio, enchâssé dans la porte ouest. La ville, contiguë au camp du côté sud (mais pas à l'ouest), est elle-même entourée de remparts, construits en 167 ap. J.-C. »

La garnison initiale du fort de Rapidum était – selon l'historienne Maria Antonietta Ruiu – la Cohors II Sardorum et protégeait le nouveau limes de l'Empire romain déplacé vers le sud depuis les rives de la Méditerranée jusqu'à une route militaire appelée Nova Praetentura. Cette route allait de Rapidum près de Numidie à Altava et à Numerus Syrorum à la frontière de la Maurétanie tingitane.
Rapidum fut nommé municipium et s'étendit sous Marc Aurèle sur 15 hectares (avec près de 4 000 habitants, pour la plupart des Berbères romanisés (en), comme Auzia).
La ville a ensuite été détruite par les rébellions berbères, mais Dioclétien a restauré la ville qui possédait même d'immenses thermes romains. Des morceaux de statues colossales de Jupiter et de Minerve suggèrent l'existence d'un « Capitole ». Il y avait aussi sans aucun doute un temple dédié à Cérès.
Le fort fut abandonné vers 325 ap. J.-C., tandis que la ville subsista encore quelques siècles (même si elle ne s'en remit jamais complètement).
Rapidum fut conquis par les Vandales puis réduit à un petit village, probablement chrétien (à Aïn Tamda, juste à l'ouest des ruines de Rapidum, un groupe de bâtiments chrétiens (église et monastère) a été fouillé) - fut occupé par le royaume romano-berbère d'Altava au VIe siècle. Elle disparut avec la conquête musulmane du Maghreb au VIIe siècle. Aujourd'hui, il ne reste que quelques ruines fouillées dans les années 1920 par les colons français.

## Les ruines

### Cadre général

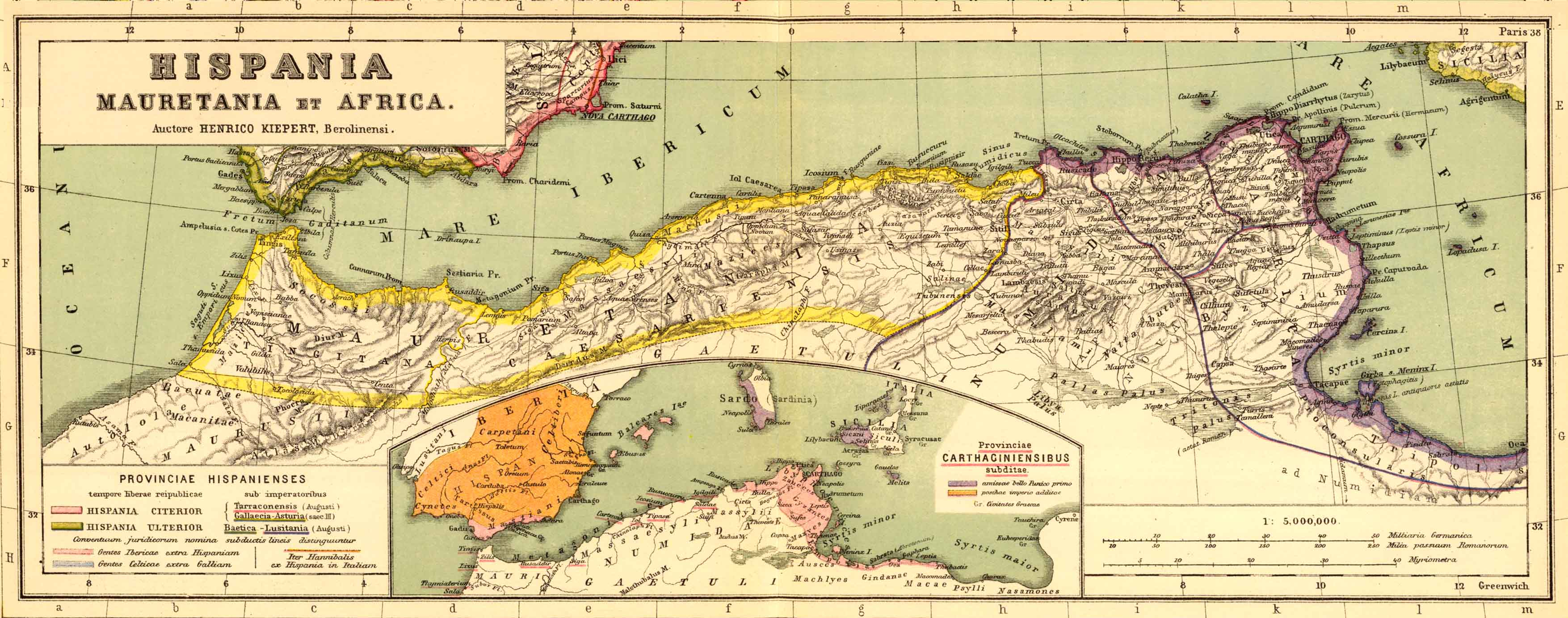
Maurétanie et Numidie.

Les ruines de Rapidum, dans l'actuelle Sour-Djouab, sont situées à trente-cinq kilomètres à l'ouest de Sour el Ghozlane (Aumale sous la colonisation, l'antique Auzia), dans la Wilaya de Médéa (l'antique Lambdia).
La région montagneuse est dense en végétation, comprenant principalement des broussailles, des chênes verts et parfois des bois de pins dispersés. Des ravins étroits bordés de lauriers-roses cachent les eaux d'un oued. À proximité de Rapidum, le relief s'aplanit, formant un plateau dénudé entre deux oueds, où s'étend la ville antique sur plus de quinze hectares, entourée de murailles. Le site, doté d'un approvisionnement en eau constant et de terres fertiles exploitées par des fermes romaines, dont les vestiges parsèment la région, était propice à une colonie. Les descendants des oliviers autrefois présents témoignent de l'histoire agricole florissante de la ville, jusqu'à la conquête arabe.
Rapidum, stratégiquement située dans le Titteri, était un bastion militaire crucial. Ses solides fortifications et sa position géographique protégée en faisaient une forteresse difficile à prendre par surprise. Ces remparts étaient essentiels non seulement pour repousser les raids de pillards, mais aussi pour défendre contre les incursions des populations du Sud.
En outre, Rapidum jouait un rôle essentiel dans le réseau de communication romain en reliant les régions colonisées à l'est et à l'ouest de l'Algérie. Sa proximité avec la mer et sa position stratégique près du limes de la Maurétanie Césarienne en faisaient un point de contrôle crucial pour les déplacements terrestres entre la Numidie, le plateau de Sétif et la vallée du Chélif. Cette importance stratégique était particulièrement soulignée au VIe siècle, lorsque les Byzantins luttaient pour maintenir le contrôle de la région face aux attaques des tribus maures du Sud, dirigées par le roi Mastigas, qui menaçaient les voies de communication terrestres vers les villes côtières.
Laporte souligne que, contrairement à la quasi-totalité des villes de Maurétanie Césarienne qui portent un nom libyque ou libyco-punique, Rapidum porte un nom latin. Ce choix suggère une fondation sur un site pratiquement vierge. Par ailleurs, en raison de sa brève existence d'environ 85 ans, le camp a dû conserver un plan presque intact, avec très peu de remaniements.

### Historique des fouilles
Le site de Rapidum à Sour-Djouab a été visité pour la première fois par Berbrugger en 1845-1846, et une description des ruines a été publiée entre 1859 et 1860 et en 1869, un plan des remparts a été fourni par Chabassière. Cependant, le nom antique des ruines est demeuré inconnu jusqu'à ce que quatre inscriptions soient découvertes en 1882 et 1884 dégageant les grandes portes de la ville ; ces inscriptions, publiées avec un nouveau plan en 1884, ont été cruciales pour la compréhension de l'histoire de la ville. De nombreuses monnaies ainsi que quelques inscriptions, principalement funéraires, ont été découvertes lors des fouilles menées entre 1908 et 1917.
En 1926, les fouilles ont été reprises, mettant en lumière une enceinte à l'est des remparts, indiquant que Rapidum était composé de deux villes fusionnées. Cette découverte, jugée remarquable par les autorités archéologiques, a incité à concentrer les efforts de la campagne de fouilles (en 1927) sur un seul chantier.
S'ensuivent après les fouilles de M. Seguy-Villevaleix[citation nécessaire] (1925 à 1931), celles de Leglay[citation nécessaire] de 1949 à 1953. Plus récemment, Benseddik a effectué une synthèse remarquable qui a enrichi nos connaissances sur les troupes auxiliaires de Maurétanie Césarienne, en se concentrant notamment sur la Cohors Secunda Sardorum, à l'origine de Rapidum. Pour conclure, il convient de citer l'article de synthèse de Laporte sur le camp et la ville de Rapidum, qui date de 1985.

### Description du site

#### Le camp

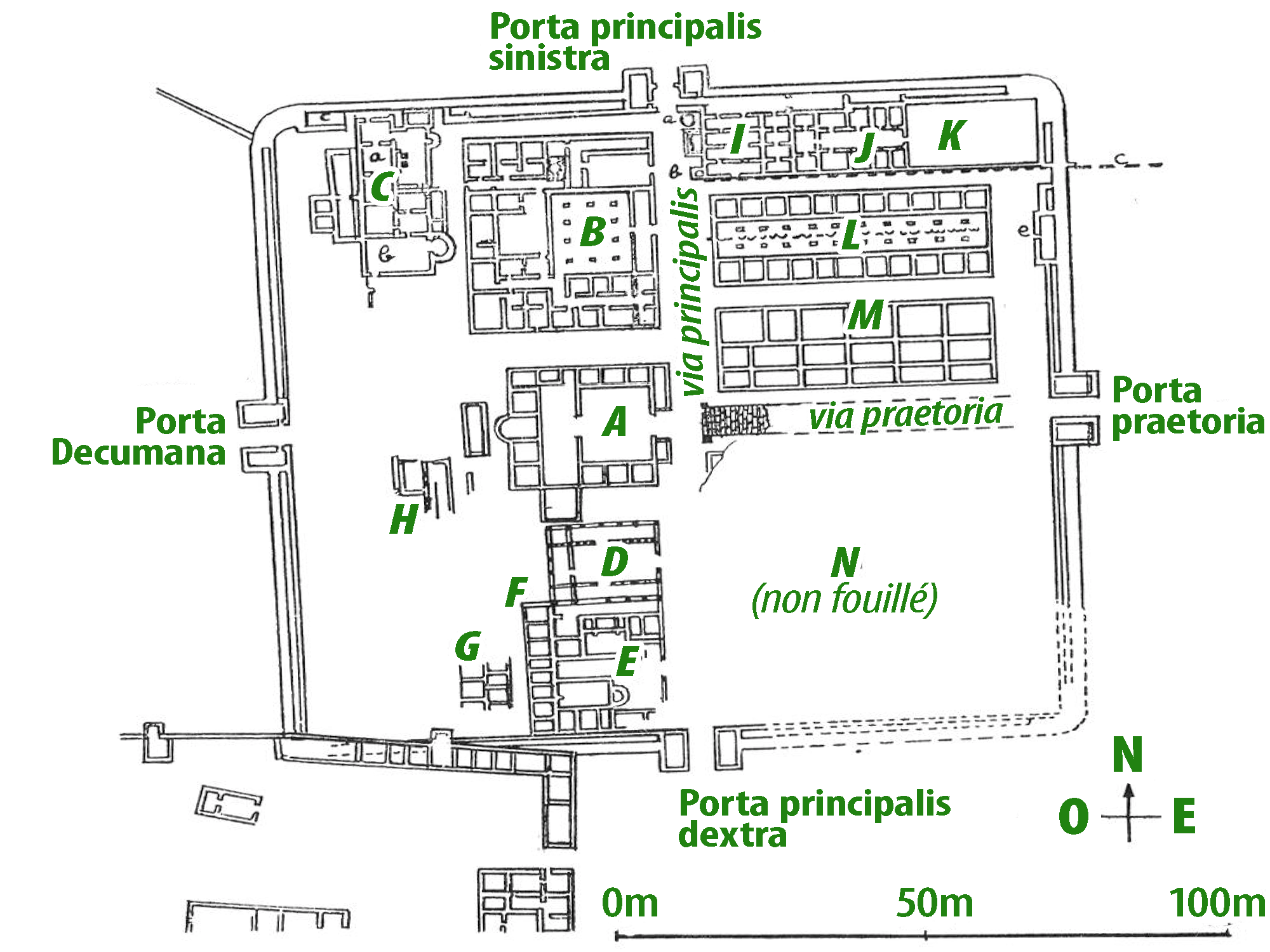
Le camp de Rapidum

Les fouilles de 1927 ont confirmé la présence d'un camp à l'est de l'enceinte de pierres de taille. Le site, en totale adéquation avec les principes du géomètre Hygin, est stratégiquement situé sur un terrain en pente douce, bénéficiant d'un approvisionnement en eau et d'une protection contre les inondations des oueds. L'absence de montagnes proches et de couvert naturel pour l'ennemi garantit sa sécurité.
L'enceinte du camp est constituée d'un mur massif de gros moellons, épais de 1,60 m, renforcé par des angles arrondis. Des tours rectangulaires flanquent le rempart, avec une porte percée sur le côté nord. Les vestiges retrouvés témoignent de la solidité de la construction, incluant des clous de fer et des plaques de bois blindées pour les portes, ainsi que des dispositifs de défense supplémentaires. Deux temples ont été érigés près des murs du camp, où des statues de divinités romaines telles que Jupiter, Junon (?), Bacchus et Mercure ont été élevées. En revanche, les rares vestiges de cultes non officiels sont tous liés à Saturne ou à Cérès, ces divinités africaines qui étaient probablement vénérées par de nombreux habitants de la ville de Rapidum.
Le plan du camp présente des similitudes avec celui de Lambèse, notamment dans la disposition des tours et des renforcements des angles,. Cette similarité suggère une planification centralisée. Le camp de Lambèse ayant été érigé sous le règne de l'empereur Hadrien, il est plausible que celui de Rapidum ait été construit dans la même période. Les découvertes archéologiques, entre autres une borne milliaire et sa base, confirment la présence d'une voie reliant le camp à Auzia, établie vers 124; le camp lui-même avait été terminé peu avant, en 122. Cependant, si l'on suppose que la construction du camp de Rapidum remonte à 122, il est raisonnable de se demander si sa fondation pourrait remonter à quelques années antérieures. En 1910 a été mise au jour une dédicace à Marcius Turbo, le célèbre général d'Hadrien, pour ses actions visant à réprimer la révolte en Maurétanie (entre août et novembre 117 ; en février 118 l'ordre est rétabli),.
Les fouilles de 1927 dans le camp construit par Hadrien en 122 ont révélé une rue parallèle au rempart, menant à deux bâtiments. Le premier, avec des murs de 0,50 m de haut et 0,60 m d'épaisseur, comporte trois pièces (désignées H1, H2, H3 sur le plan joint) reliées par un couloir et divisées en deux par un mur. Une des pièces conserve un pavement de béton surélevé sur des suspensurae. Ce bâtiment, séparé des thermes par une rue pavée, ne montre pas de traces de chaufferie, ce qui suggère qu'il pourrait être l'horreum du camp.
Deux établissements de bains, désignés comme les Thermes du Nord et du Sud, occupent la majeure partie de l'angle nord-ouest du camp. L'eau pour les thermes était acheminée depuis la source de l'Αϊn-el-Sahnoun, située à deux kilomètres, via une conduite en maçonnerie. Bien que le tracé de cette conduite ait encore été visible sur une grande partie de son parcours, son débouché dans les thermes n'a pas été identifié. Construits selon une pratique courante en Afrique, ces bâtiments comportent des murs de plus de deux mètres de haut, en partie enterrés depuis l'Antiquité. Dans le frigidarium (F1, cf. le plan ci-joint[à ajouter]), une salle de 5,60 m sur 11,70 m, le plafond est soutenu à 3,80 m du sol par d'importants piliers en pierre de taille. Le sol est constitué de béton avec des dalles par endroits. Deux piscines, reliées à l'égout sous le rempart par des tuyaux de plomb, interrompent un banc longeant les murs. La première des salles chauffées (T1 sur le plan[à ajouter]) est accessible depuis le frigidarium. De là, deux salles sur hypocaustes (C1 et L*, voir plan[à ajouter]) sont reliées à la chaufferie voisine (K1 sur le plan). Les caldaria ne montrent aucune trace de baignoires conservées. Une grande cour à l'ouest des thermes, partiellement couverte de béton, s'étend jusqu'au rempart où sont érigées des latrines (P, voir plan[à ajouter]) datant d'une période ultérieure, avec des murs dégradés et des dalles couvrant le sol et le canal d'écoulement.
Les thermes du sud forment une entité distincte des thermes du nord. L'accès se faisait par une porte large de deux mètres donnant sur une vaste salle (F2, toutes ces désignations se rapportent au plan ci-joint[à ajouter]) mesurant 12 mètres de long sur 6,60 mètres de large. Les murs, d'une épaisseur variant de 0,50 à 0,80 mètre et renforcés par des chaînages de pierre, ainsi que le pavement en petites pierres compactées avec de la terre, semblent dater d'une période plus récente. À proximité d'une grande piscine froide, qui occupe tout le mur arrière comme l'abside d'une église, une porte étroite mène à trois salles chauffées : un tepidarium (T2) suivi de deux caldaria (G2 et L2). Les conduits de chaleur sont placés sous le seuil des portes conformément à la pratique habituelle. De la salle C2, on accède à une salle plus longue que large (D), dont le sol, soutenu par des suspensurae, présente encore des traces du béton caractéristique d'une baignoire. Les chaufferies (K-) disposaient d'un seul foyer, ce qui semble insuffisant pour chauffer quatre pièces, suggérant que le concepteur de ces thermes du sud a été contraint par un manque d'espace.
Les thermes du nord et du sud ne datent pas de la même époque. Bien que l'on puisse supposer que les thermes adjacents au mur nord du camp ont été construits ultérieurement, cela va à l'encontre des principes de planification des camps militaires, qui évitent de bloquer les abords de l'enceinte pour permettre la libre circulation des défenseurs. Néanmoins, il semble que les thermes du nord aient été édifiés en premier, avec le même niveau de soin que la porte du camp. Les murs extérieurs des deux ensembles de bains ne sont pas reliés, suggérant une construction indépendante. Les réparations tardives aux thermes du nord indiquent qu'ils étaient déjà en mauvais état à la fin du premier siècle. Les thermes du sud ont été ajoutés plus tard pour répondre aux besoins d'une garnison plus importante, probablement à la fin du premier siècle lorsque Commode a renforcé la frontière provinciale.
Peu d'informations sont disponibles concernant les troupes stationnées à Rapidum au IIIe siècle. Toutefois, il est établi que le camp fut abandonné avant la ville. Au cours du IIIe siècle, une canalisation en béton et briques acheminait les eaux de l'Αϊn-el-Sahnoun, localisée à deux kilomètres à l'est, jusqu'à une fontaine (S sur le plan) proche de la porta decumana, dont la construction soignée remonte à l'époque de l'édification du camp. À une hauteur de 0m50, une autre conduite en pierre a été remarquée. Elle traversait la voie du camp, survolait les murs effondrés du frigidarium des thermes du sud, et à 1,50 m au-dessus du sol d'une cour, pénétrait dans le quartier nord de la ville, près de l'angle nord-est du rempart. Les thermes du nord étaient encore en usage en 325. Ces monnaies, les plus récentes dans la numismatique de Rapidum, fournissent un repère chronologique pour l'occupation du camp. Cependant, la ville, érigée à l'abri de ses murailles, continua d'exister pendant une période prolongée.

#### La ville

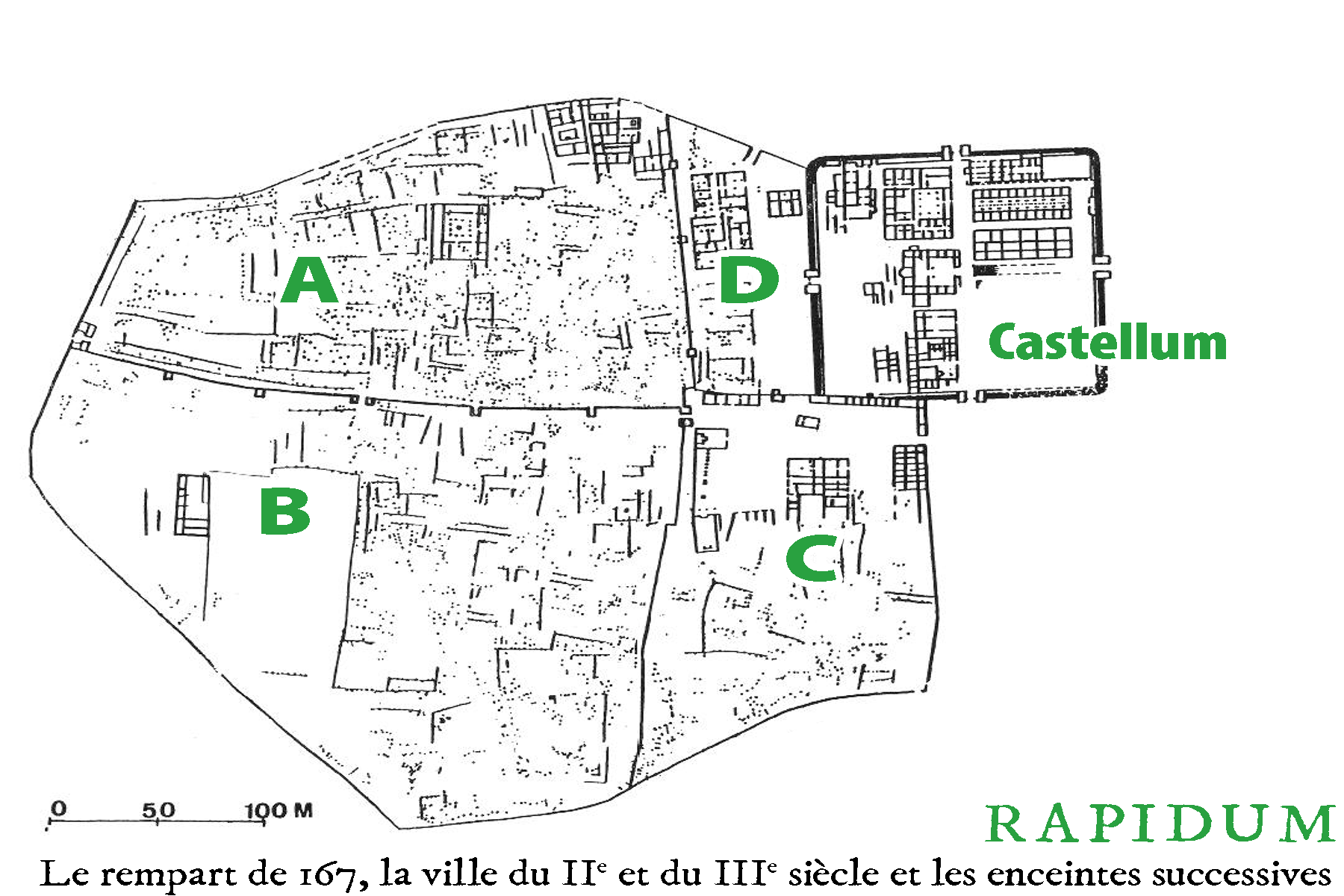
La ville de Rapidum

La région montagneuse où les Romains érigèrent leur camp n'était pas dépourvue d'habitants préexistants. Une inscription libyque antérieure à l'occupation romaine, trouvée à Aïn-Tamda à treize kilomètres à l'ouest de Rapidum, vient s'ajouter aux deux autres découvertes similaires à Aurnale et à Hakemti, près d'Aïn-Bessem. À Rapidum même, des découvertes archéologiques ont été effectuées, notamment une pièce de Micipsa, plusieurs monnaies de bronze de Juba II, et un denier de Ptolémée Ier daté de 25 après J.-C. Cette population ancienne a laissé peu de traces tangibles. Le culte de Saturne, qui était vénéré comme protecteur des moissons, était pratiqué, selon la tradition, en dehors de la ville, sur la colline d'Irab-Amara, prenant ainsi la place d'une divinité indigène dont le nom reste inconnu. Dans les nécropoles, les épitaphes révèlent des noms d'indigènes, bien qu'il ne soit pas certain que ces individus soient originaires de la région.
L'intégration rapide des Berbères à la culture romaine a été facilitée par leurs intérêts communs. En 167, les anciens combattants (veterani) et les habitants locaux (pagani) ont uni leurs efforts pour ériger un mur en pierre autour de leur agglomération. Cette construction est commémorée par une inscription en double exemplaire au-dessus des deux portes de la ville. Les découvertes archéologiques soutiennent l'idée que Rapidum n'était initialement pas une colonie de vétérans comme Madaure ou Sétif, mais plutôt une extension directe d'un camp militaire. La relation étroite entre le camp et la ville soulève des questions sur la transition de Rapidum vers son statut de municipium Rapidense et son autonomie municipale, notamment comment une ville ayant évolué sous la protection directe du camp a pu accéder à une autonomie politique. Au commencement, la ville de Rapidum, établie contre la norme sous le vallum même pour assurer une meilleure protection, semblait partager les caractéristiques des regroupements de canabae fréquemment rencontrés près des camps permanents. Non seulement elle ne bénéficiait pas d'une enceinte défensive, mais elle ne possédait pas de nom distinctif. En 167, ce n'est pas une communauté urbaine qui érigea un mur de fortification, mais plutôt des individus désirant une meilleure protection, comme le suggère l'inscription "veterani et pagani consistentes aput Rapidum", où Rapidum désigne le camp et non la ville ; cette formulation ne diffère pas des autres références aux civils résidant dans le territoire militaire. Cette population, composée d'indigènes, de vétérans et de citoyens romains, était soumise à la surveillance étroite de l'autorité militaire, mais elle possédait une organisation corporative avec ses magistrats et ses édiles, qui rendaient hommage à l'Empereur en érigeant des colonnes, des statues, voire des temples surveillés par un gardien de temple.
En 209, les décurions de Rapidum ont érigé une statue à Géta. Il n'est pas certain qu'ils étaient alors les administrateurs d'un municipe, car dans certaines régions d'Afrique, les pagi de la campagne avaient leurs propres décurions distincts de ceux du chef-lieu (civitas), qui prenaient des décisions et érigeaient des monuments religieux et des statues. Cependant, il semble probable que Rapidum soit devenu un municipe sous Septime Sévère. En effet, sa voisine Auzia, déjà municipe sous les Flaviens, a reçu le titre de colonie de cet empereur et lui a témoigné sa gratitude, ainsi qu'à ses fils, en dédiant de nombreux monuments. Comme le formule Stetson, à l'abri du nouveau limes établi par Septime Sévère à cinquante kilomètres au sud, Rapidum a connu une grande prospérité. La nécropole occidentale, datant de la première moitié du IIIe siècle, présente des découvertes remarquables, notamment la stèle funéraire de Claudia Luciosa et de ses quatre enfants, datée précisément du 17 décembre 235. Ces trouvailles révèlent une population florissante à Rapidum au début du IIIe siècle, comme en témoignent les nombreuses stèles funéraires découvertes dans la nécropole de l'ouest. Par ailleurs, la grande route stratégique, initialement construite en 124 par Hadrien et réparée par Antonin le Pieux, était régulièrement entretenue.
En 244, Philippe l'Arabe et, entre 249 et 250, Trajan Dèce ont réalisé des réparations supplémentaires. À partir de 253, la province a été secouée pendant dix ans par des rébellions successives et désorganisées des Berbères de Numidie et de Mauritanie. La région d'Auzia semble avoir été particulièrement affectée, et il est possible que la garnison de Rapidum ait participé à la répression. Cependant, la ville elle-même semble avoir été épargnée par les pillages des rebelles, grâce à l'intervention de colonnes mobiles de cavaliers indigènes sous la direction d'officiers romains. Jusqu'à présent, il n'y a aucune raison de croire que Rapidum ait connu un sort différent d'Auzia, une ville de statut similaire qui n'a jamais été capturée par les rebelles. Les succès de Gallien contre ses rivaux ont restauré une paix dans l'Empire que la faiblesse du pouvoir central avait compromise pendant une décennie. Ce redressement se manifeste à Rapidum, où de nombreuses pièces à l'effigie de Gallien ont été découvertes. La route reliant Auzia à Rapidum a été réparée à nouveau par Claude le Gothique, successeur de Gallien, entre 268 et 270, tandis qu'Aurélien a restauré l'itinéraire entre Rapidum et Caesarea entre 270 et 275.
Nous ne disposons que de très peu d'informations sur l'histoire de Rapidum pendant les trente années qui ont suivi le règne d'Aurélien. La ville avait été détruite par des rebelles ante plurima tempora, mais fut reconstruite par les empereurs de la tétrarchie, probablement peu avant l'abdication de Dioclétien et de Maximien. Sous Dioclétien, l'Afrique a été secouée par deux graves insurrections : une première fois en 289, lorsque des rebelles ont coupé la route et détruit les ponts entre Rapidum et Auzia, obligeant le procurateur Aurelius Litua à intervenir. La guerre a repris peu après, ravageant la région de l'Aurès à la Kabylie. Il a fallu une vigoureuse campagne de Maximien (297-298) pour rétablir la paix. Après cela, les ruines ont été relevées, marquant la reconstruction du municipium Rapidense. Bien que la route seule ait été restaurée en 290, il est possible que le gouverneur de la province ait cherché à réparer uniquement les voies pour pouvoir rapidement réagir aux menaces, comme cela s'est produit en 291 lorsque les dissidents ont été surpris jusqu'au-delà du Hodna. La numismatique de Rapidum, qui présente une série complète de Trajan à Gallien, ne fournit aucune information pour les trente dernières années du troisième siècle. Il semble que le règne d'Aurélien ait été suivi à Rapidum d'une catastrophe, comme en témoigne la découverte en 1914 d'un trésor comprenant des pièces au nom de Gallien, de sa femme Salonine et de son fils Salonin. Aucune monnaie d'Aurélien, de Probus, ni même de Dioclétien, n'a été trouvée, malgré la longue période de règne de ce dernier au moment de la reconstruction de Rapidum. Il est possible que la ville ait été prise et détruite par des rebelles en dehors d'une grande révolte, pendant une période d'insécurité où l'Empire semblait affaibli et autorisait les insurrections des tribus mal soumises. Cependant, le silence de la numismatique pourrait être temporaire, en attendant les résultats des fouilles en cours.
Les murs est du quartier A et nord du quartier C, les désignations se rapportent au plan joint, présentent une continuité, avec des blocs nettement engagés là où ils se rejoignent. Une partie de ces blocs est composée des mêmes matériaux que ceux utilisés précédemment par les constructeurs, qui ont été rapidement accessibles : par exemple, les blocs du mur de la poterne, ainsi que de nombreux seuils de porte près de la porte est de la ville. Au milieu, autour de l'angle du nouveau rempart, un seul édifice a fourni des pierres moulurées identiques. Tous ces matériaux variés semblent provenir du camp abandonné afin de réduire la zone à défendre. La nouvelle muraille, qui suivait le mur sud du camp, a préservé le Forum. Cependant, le mur ultérieur qui s'y adosse, sans y être incorporé, divise la place publique en deux. La porte de la nouvelle ville a été ouverte dans un coin difficile à défendre, le long d'une voie préexistante. Dans ces nouveaux ouvrages défensifs orientés vers l'est, on observe un mélange entre les linteaux sculptés et les corniches des temples avec les seuils de porte du quartier G abandonné. Ces murs sont construits avec une meilleure qualité que celui qui séparait le quartier Β du quartier A. En effet, on y trouve des éléments tels que des blocs provenant du vieux rempart de Marc-Aurèle, une inscription, des fûts de colonne, la pierre d'un pressoir et des moellons de différentes tailles. Les tours qui renforcent la défense sont beaucoup plus irrégulières que celles du premier mur de recoupement.

#### Bas-relief
Le bas-relief découvert en 1912 à Sour-Djouab, daté sur des bases stylistiques et iconographiques du IIe siècle après J.-C., présente une composition complexe avec deux registres, dont le sens global demeure encore à élucider entièrement par les chercheurs,,. La figure centrale, identifiée comme représentant l'Afrique grâce à ses attributs distinctifs tels que les dépouilles d'éléphant qui ornent sa tête, porte en main un vexillum et une corne d'abondance. À ses côtés, apparaissent une tête masculine et une femme aux longs cheveux tenant apparemment un trophée. Au-dessus, plusieurs autres éléments sont perceptibles, notamment un lion accroupi, un homme coiffé d'un diadème, un être hybride avec une tête de chèvre et une queue de poisson, ainsi qu'un personnage nu. La réalisation grossière du bas-relief rend difficile une interprétation précise de ces images. Certains ont évoqué la possible présence de signes zodiacaux ainsi que des références à des divinités telles que Neptune, et à des symboles comme la corne d'abondance.
Les dimensions actuelles du bas-relief sont de 0,42 mètres en longueur et de 0,20 mètres en hauteur. Il était conçu pour être fixé à une paroi verticale à l'aide de deux supports renforcés. La qualité approximative de la réalisation pourrait être attribuée à la dureté du calcaire local utilisé pour sa confection. L'œuvre semble représenter les provinces romaines et le territoire militaire de l'Afrique Antérieure, avec Africa occupant une position centrale, entourée de figures symboliques et de signes caractéristiques de la région. Malgré les dégradations subies par le bas-relief, il offre une perspective précieuse sur l'intention de l'artisan.
L'interprétation de la figure d'Africa dans le contexte plus large du bas-relief suscite des interrogations sur son rôle symbolique et politique. Son emplacement central et ses attributs suggèrent qu'elle pourrait représenter la personnification de l'Afrique en tant que province romaine, incarnant sa force, sa richesse et sa fertilité. Cette interprétation est étayée par la présence d'autres éléments dans le bas-relief, tels que les provinces romaines voisines et les symboles géographiques, qui renforcent l'idée d'une représentation allégorique de la région africaine dans le contexte de l'Empire romain.

#### Évolution du site

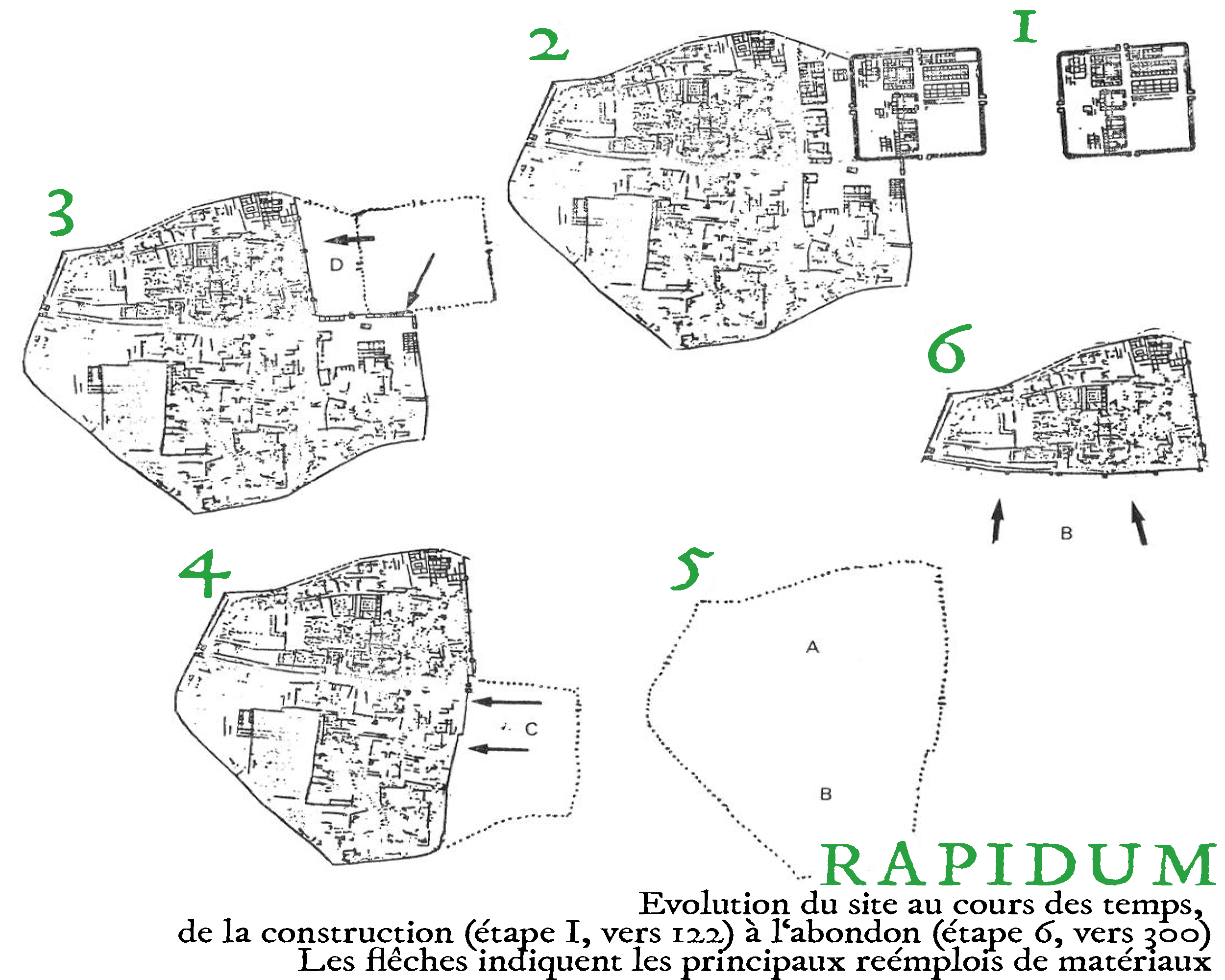
Évolution du site de Rapidum

Sur la base des résultats des fouilles archéologiques et de l'épigraphie, ainsi que de ce qu'on sait du cadre historique en général, Laporte propose la séquence suivante pour le site: Vers l'an 122, le camp initial fut érigé, marquant le début de l'histoire de la localité. Environ quarante-cinq ans plus tard, vers 167, le pagus résultant de l'expansion du camp fut ceinturé d'un mur. Cependant, aux alentours de 250, le camp ainsi que le quartier D furent abandonnés, bien que le camp eût été déserté depuis environ 207. Vers 270, le quartier G subit également un abandon précipité. Peu après cette période, aux environs de 270, la ville fut prise et détruite, demeurant abandonnée pendant une longue période, jusqu’à environ 297-300. Finalement, aux alentours de 297-300, le quartier A fut réinvesti, marquant une nouvelle phase dans l'histoire de la localité.

## Site classé
La ville antique de Rapidum a été classée monument national en 1922 durant la période coloniale. Le classement a ensuite été reconduit par l'État algérien en 1968.

## Évêché
Rapidum était le centre d'un ancien évêché et reste un siège titulaire de l'Église catholique romaine dans la province de Maurétanie césarienne.
Évêques
- Raul Nicolau Gonçalves (en) (nommé le 5 janvier 1967 – 30 janvier 1978)
- Gyula Szakos (nommé le 31 mars 1979 – 5 avril 1982)
- Mieczyslaw Jaworski (nommé le 7 mai 1982 – 19 août 2001)
- Brian Vincent Finnigan[55] (nommé le 31 janvier 2002 – )